# Château de Curtilles
Le château de Curtilles est un château situé dans la commune vaudoise de Curtilles, en Suisse.

## Histoire
Le premier château de Curtilles, aujourd'hui disparu, était situé dans un vallon au bord de la Broye. Mis au jour lors de fouilles réalisées en 1944, il a probablement été détruit par les troupes du duc Bertold V de Zähringen en 1190.
Le bâtiment actuellement appelé « château de Curtilles » est une maison de maître, rectangulaire flanquée d'une tourelle d'escalier et situé au-dessus du village de Curtilles. Cette maison est mentionnée pour la première fois comme projet en 1542, sa construction par François de Villarzel, également chargé de la restauration du château de Lucens semblant s'être étendue entre 1584 et le début des années 1590. À sa mort, c'est la femme de François, Suzanne de Graffenried, qui conserve le château avant de le léguer à son fils Jean qui confiera à son demi-frère, Claude de Villarzel, la réalisation du décor du château.
Toujours propriété de la famille de Villarzel, le château ne connaîtra plus de restaurations majeures jusqu'aux début des années 2000. Vendu en 1736, il passera successivement entre les mains de plusieurs propriétaires jusqu'à être acheté, en 2002, par Anne-Françoise et Pierre de Graffenried. Il a alors fait l'objet d'une profonde restauration qui a été récompensée, en 2006, par le Prix du patrimoine culturel de l'Union Européenne attribué par l'association Europa Nostra.
Le château est classé comme bien culturel d'importance nationale. 